# Southern Motor Car Company
Southern Motor Car Company war ein US-amerikanischer Hersteller von Automobilen.

## Unternehmensgeschichte
E. M. Pavey hatte 1908 in Houston in Texas einige Prototypen hergestellt. Im gleichen Jahr fand er in dieser Stadt Geldgeber und gründete das Unternehmen zur Automobilproduktion. Der Markenname lautete Dixie. Als Fabrik diente eine ehemalige Kirche. Die Verkäufe im ersten Jahr liefen nicht gut. Eine überarbeitete Modellpalette sollte die Lage verbessern. Als seine Bank in Houston aufgelöst wurde und er Geld verlor, traten ernsthafte finanzielle Probleme auf. Anfang 1910 endete die Produktion. Insgesamt entstanden 17 Fahrzeuge.
Es gab keine Verbindung zur Dixie Manufacturing Company, die später den gleichen Markennamen verwendete.

## Fahrzeuge
Der Junior von 1908 war ein Highwheeler. Sein luftgekühlter Zweizylindermotor war mit 10/12 PS angegeben. Er war unter dem Sitz montiert und trieb über ein Friktionsgetriebe und zwei Ketten die Hinterachse an. Das Fahrgestell hatte 183 cm Radstand. Darauf wurde eine Karosserie als Runabout montiert. Der Absatz blieb minimal, sodass das Modell nach einem Jahr ersatzlos aufgegeben wurde.
Der Flier stammte ebenfalls aus 1908. Er war niedrig gebaut. Er hatte einen Vierzylindermotor mit 24 PS Leistung, ein Zweiganggetriebe und Kardanantrieb. Der Radstand betrug 259 cm. Er war als Runabout und als fünfsitziger Tourenwagen erhältlich. Der Neupreis von 2000 US-Dollar wird im Nachhinein als zu hoch bezeichnet.
Der Tourist der Jahre von 1909 bis 1910 löste den Flier ab. Die Motorleistung war auf 30 PS gesteigert worden. Der verlängerte Radstand von 279 cm ermöglichte längere Karosserien. Im Angebot standen erneut Runabout und Tourenwagen. Der Neupreis konnte auf 1500 US-Dollar gesenkt werden.

## Modellübersicht
| Jahr      | Modell  | Zylinder | Leistung (PS) | Radstand (cm) | Aufbau                         |
| --------- | ------- | -------- | ------------- | ------------- | ------------------------------ |
| 1908      | Junior  | 2        | 10/12         | 183           | High Wheeled Runabout          |
| 1908      | Flier   | 4        | 24            | 259           | Runabout, Tourenwagen 5-sitzig |
| 1909–1910 | Tourist | 4        | 30            | 279           | Runabout, Tourenwagen          |